# Shirley (périodique)
Pour les articles homonymes, voir Shirley.
Shirley est une revue de l'éditeur de petit format Aventures & Voyages qui a eu 101 numéros de juillet 1963 à novembre 1971. Shirley devint Belinda quand le premier personnage disparut au bénéfice du second. La répartition des titres se déroula comme suit :

N°1 à 86 : Shirley

N°87 à 97 : Shirley-Belinda

N°98 à 101 : Belinda.

## Les séries
- Adam & Evans (Víctor Mora & José Gual) : N° 100
- Ann Darling : N° 71, 72
- Belinda : N° 89 à 100
- Jane Bond agent secret (Michael Hubbard) : N° 81 à 89.
- Jill Crusoé : N° 4 à 10.
- Mam'selle X-2 agent secret : N° 69 à 80
- Marilou : N° 50, 65
- Nathalie : N° 1 à 14.
- Pamela : N° 71 à 89.
- Prune héroïne de la Résistance : N° 17 à 45
- Salut les copines ! : N° 50 à 69.
- Samantha (Víctor Mora & Edmond Ripoll, José Bielsa) : N° 96 à 101
- Shirley (Mario Cubbino) : N° 1 à 88.
- Valérie hôtesse de l'air : N° 1 à 49, 51 à 53

## Shirley SpécialpuisPamela
35 numéros de mars 1964 à décembre 1972. Jusqu'au N°20, cette revue s'appelle Shirley Spécial avant de devenir Pamela à la suite d'un litige avec Arédit/Artima qui avait aussi un titre appelé Shirley…

### Les séries
- Adam & Evans (Víctor Mora & José Gual)
- Calamity Jane
- Gina et son génie Djinnou
- Jenny
- Les Inséparables
- Les Moineaux de la rue des Anges
- Mam'selle X-2 agent secret
- Mandy reporter
- Marilou
- Pamela
- Prune héroïne de la Résistance
- Samantha (Víctor Mora & Edmond Ripoll, José Bielsa)
- Sandra
- Shirley (Mario Cubbino)
- Valérie hôtesse de l'air